# Ingrid Robeyns
Ingrid Robeyns, född 1972, är professor i praktisk filosofi vid Erasmus University Rotterdam, Nederländerna. Hennes forskningsområde rör framförallt feministisk ekonomi, basinkomst och välfärdsstaten. 

## Publiceringar
Robeyns har skrivit ett drygt hundratal artiklar för följande tidskrifter: Basic Income Studies; The Cambridge Journal of Economics; Constellations; Economics and Philosophy; Current Sociology; Ethical Theory and Moral Practice; European Journal of Women’s Studies; Feminist Economics; Filosofie en Praktijk; Journal of Economic Behavior and Organization; Journal of European Social Policy; Journal of Human Development; Journal of Political Philosophy; Journal of Public Economics; Journal of Social Philosophy; Journal of Socio-Economics; New Political Economy; Philosophical Explorations; Philosophy of Education; Philosophy, Politics and Economics; Review of Income and Wealth; Review of Political Economy; Review of Socia Economy; Social Sciences and Medicines; and Social Indicators Research.